# Demonax lumawigi
Demonax lumawigi là một loài bọ cánh cứng trong họ Cerambycidae.